# Стрілець A*
Стрілець A* (Sagittarius A*, Sgr A*) — надмасивна чорна діра в центрі нашої Галактики. Випромінює в радіо, інфрачервоному, рентгенівському та інших діапазонах. Вона оточена гарячою радіовипромінювальною газовою хмарою діаметром близько 1,8 пк. Відстань до неї становить близько 27 тис. св. років, маса об'єкта — 4,3 млн. M☉.

## Історія

### Спостереження в радіодіапазоні
Тривалий час центр нашої Галактики, приблизне розташування якого в сузір'ї Стрільця було відомо з оптичних спостережень, не асоціювався з жодним компактним астрономічним об'єктом. Тільки 1960 року Ян Оорт і Г. Рогур встановили, що поряд із галактичним центром (на кутовій відстані менше 0,03°) перебуває радіоджерело Стрілець А (Sgr A).
У 1966 році Д. Даунс і А. Максвелл узагальнили дані радіоспостережень у дециметровому й сантиметровому діапазонах і дійшли висновку, що мале ядро Галактики являє собою об'єкт діаметром 10 пк, пов'язаний із джерелом Стрілець А.
На початок 1970-х років завдяки спостереженням в радіохвильовому діапазоні було відомо, що радіоджерело Стрілець-А має складну просторову структуру. У 1971 Даунс і Мартін проводили спостереження на Кембриджському радіотелескопі з базою 1,6 км на частотах 2,7 і 5 ГГц із роздільною здатністю близько 10' і з’ясували, що радіоджерело складається з двох дифузних хмар, які розташовані на відстані 1' одна від одної: східна частина (Sgr A) випромінює радіохвильовий спектр нетеплової природи, а західна (Sgr A*) є радіовипромінювальною хмарою гарячого іонізованого газу діаметром близько 45" (1,8 пк).
1974 року Б. Балик та С. Сандерс провели на 43-метровому радіотелескопі Національної радіоастрономічної обсерваторії (NRAO) картографування радіоджерела Стрілець-А на частотах 2,7 і 8,1 ГГц з роздільною здатністю 2".
Було виявлено, що обидва радіоджерела є компактними утвореннями діаметром менше 10" (0,4 пк), які оточені хмарами гарячого газу.

### Початок спостережень в інфрачервоному діапазоні
До кінця 1960-х років не існувало ефективних інструментів для вивчення центральних ділянок Галактики, оскільки щільні хмари космічного пилу, які закривають від спостерігача галактичне ядро, повністю поглинають видиме випромінювання, що йде від нього, і значно ускладнюють роботу в радіодіапазоні.
Ситуація докорінно змінилася завдяки розвитку інфрачервоної астрономії, для якої космічний пил практично прозорий. Ще в 1947 році Стеббінс і А. Уітфорд, використовуючи фотоелемент, просканували галактичний екватор на довжині хвилі 1,03 мкм, проте не виявили дискретного інфрачервоного джерела.
В. І. Мороз у 1961 році провів аналогічне сканування околиць Sgr A на хвилі 1,7 мкм і теж зазнав невдачі.
У 1966 році Є. Беклін сканував район Sgr A в діапазоні 2,0-2,4 мкм і вперше виявив джерело, що за положенням і розмірами відповідало радіоджерелу Стрілець-А.
У 1968 році Є. Беклін і Г. Нойгебауер провели сканування на довжині хвиль 1,65, 2,2 і 3,4 мкм з роздільною здатністю 0,08—1,8" і виявили об'єкт складної структури, що складався з основного інфрачервоного джерела діаметром 5', компактного об'єкта всередині нього, розширеної фонової області та кількох компактних зореподібних джерел поряд з основним джерелом.
У середині 1970-х років почалося дослідження динамічних характеристик об'єктів, за якими велися спостереження. У 1976 році Є. Воллман спектральними методами (застосовувалася лінія випромінювання неону Ne II з довжиною хвилі 12,8 мкм) досліджував швидкість руху газів, в області діаметром 0,8 пк навколо галактичного центру. Спостереження показали симетричний рух газу зі швидкістю близько 75 км/c. За отриманими даними Воллман зробив одну з перших спроб оцінити масу об'єкта, що ймовірно перебуває в центрі Галактики. Отримана ним верхня межа маси дорівнювала 4× 106 M☉.

### Виявлення компактних інфрачервоних джерел
Подальше збільшення роздільної здатності телескопів дозволило виділити в газовій хмарі, що оточує центр галактики, кілька компактних інфрачервоних джерел. У 1975 році Є. Беклін і Г. Нойгебауер склали інфрачервону карту центру галактики на довжині хвиль 2,2 і 10 мкм з роздільною здатністю 2,5", на якій виділили 20 відокремлених джерел, яким дали позначення IRS1-IRS20.
Чотири з них (1, 2, 3, 5) позиційно збігалися з відомими з радіоспостережень компонентами радіоджерела Sgr A. Природа виділених джерел тривалий час обговорювалася. Одне з них (IRS 7) було ідентифіковане як молода зоря-надгігант, кілька інших — як молоді гіганти. IRS 16 виявилося дуже щільним (106 M☉ на пк³) скупченням зір-гігантів і карликів. Інші джерела імовірно були компактними зонами H II і планетарними туманностями, у деяких із них були наявні зоряні компоненти.
Променева швидкість окремих джерел лежала в межах ±260 км/c, діаметр становив 0,1—0,45 пк, маса — 0,1—10 M☉, відстань від центру Галактики — 0,05—1,6 пк. Маса центрального об'єкта оцінювалася як 3× 106 M☉, подібним був і порядок маси, розподіленої в області радіусом 1 пк навколо центру. Оскільки ймовірна похибка обчислення мас мала такий же порядок, припускалася й відсутність центрального тіла, при цьому маса, розподілена в радіусі 1 пк, оцінювалася як 8-16× 106 M☉
.
Наступне десятиліття схарактеризувалось поступовим зростанням роздільної здатності оптичних приладів та виявленням більш детальної структури інфрачервоних джерел. До 1985 року стало відомо, що найвірогіднішим місцем перебування центральної чорної діри є джерело, позначене як IRS 16. Було виявлено також два потужних потоки іонізованого газу, один з яких обертався круговою орбітою на відстані 1,7 пк від центру Галактики, а другий рухався параболічною орбітою на відстані 0,5 пк. Маса центрального тіла, розрахована зі швидкості цих потоків, становила 4,7× 106 M☉ за першим потоком та 3,5× 106 M☉ — за другим.

### Спостереження окремих зір

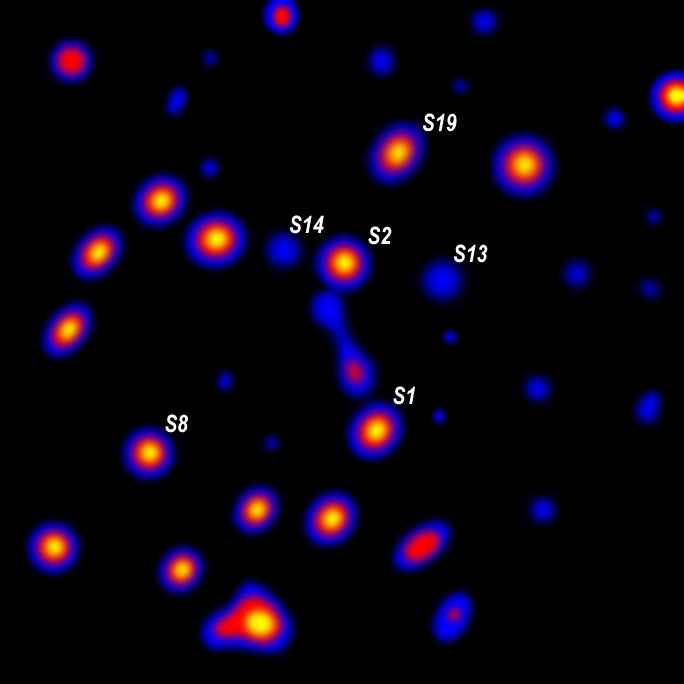
Зорі в межах ± 0,5″ від центру Галактики (малюнок)

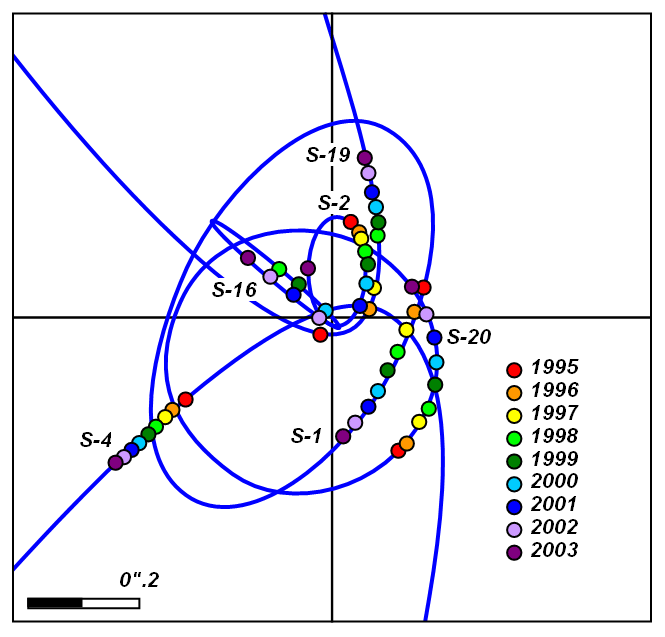
Траєкторії зір, найближчих до центру Галактики, за даними спостережень 1995—2003 років

У 1991 році було введено в експлуатацію інфрачервоний матричний детектор SHARP I на 3,5-метровому телескопі Європейської південної обсерваторії (ESO) в Ла-Сілла (Чилі). Камера діапазону 1—2,5 мкм забезпечувала роздільну здатність 50 кутових мкс[прояснити] на 1 піксель матриці. Крім того, було встановлено 3D-спектрометр на 2,2-метровому телескопі тієї ж обсерваторії[джерело?].
Із появою інфрачервоних детекторів високої роздільної здатності з'явилась можливість спостерігати окремі зорі на центральних ділянках Галактики. Вивчення їх спектральних характеристик показало, що більшість із них належать до молодих зір віком кілька мільйонів років. Всупереч раніше прийнятим поглядам, було встановлено, що в околицях надмасивної чорної діри активно йде процес зореутворення. Деякі дослідники вважали, що джерелом газу для цього процесу є два пласких акреційних газових кільця, виявлені в центрі Галактики в 1980-х роках. Проте внутрішній діаметр цих кілець занадто великий, щоб пояснити процес зореутворення поряд із чорною дірою. Зорі, що перебувають у радіусі 1′ від чорної діри (так звані «S-зорі») мають довільний напрям руху орбітальних моментів, що суперечить акреційному сценарію їх утворення. Вважалося, що це гарячі ядра червоних гігантів, які утворилися у віддалених районах галактики, а потім мігрували в центральну зону, де їх зовнішні оболонки були зірвані припливними силами чорної діри.
Станом на 1996 рік було відомо понад 600 зір в області діаметром близько парсека (25″) навколо радіоджерела Стрілець А*, для 220 з них було визначено радіальну швидкість. Оцінена маса центрального тіла становила 2—3× 106 M☉, радіус — 0,2 св. років[джерело?]

## Відкриття
16 жовтня 2002 року міжнародна дослідницька група Інституту Макса Планка на чолі з Райнером Шеделем повідомила про результати спостереження руху зорі S2 навколо об'єкта Стрілець A* протягом десяти років. Вони стверджували, що Стрілець A* — об'єкт величезної маси. З аналізу елементів орбіти було визначено, що маса об'єкта становить 2,6±0,2 млн. M☉, ця маса міститься в об'ємі діаметром не більше 17 світлових годин (120 а. о.) Незалежні спостереження групи дослідників каліфорнійського університету в Лос-Анжелесі під керівництвом Андреа Гез на 10-метровому телескопі Кек II визначили більше значення маси — 3,7 млн. M☉, радіус не більше 6,25 світлових годин (45 а. о.).
Для порівняння: Плутон віддалений від Сонця на 5,51 світлових годин.
Ці спостереження дозволили досить упевнено стверджувати, що об'єкт Стрілець A* пов'язаний із чорною дірою.
За відкриття надмасивного компактного об'єкта в центрі нашої Галактики Райнхарда Генцеля та Андреа Ґез відзначили Нобелівською премією з фізики за 2020 рік.

## Подальші дослідження
У листопаді 2004 року було відкрито чорну діру середньої маси (1300 M☉), що рухалася по орбіті на відстані трьох світлових років навколо об'єкта Стрілець A*, та скупчення з семи зір, що ймовірно є залишком колишнього масивного зоряного скупчення. Це відкриття дозволило зробити висновок, що надмасивні чорні діри ростуть, поглинаючи навколишні зорі й менші чорні діри.
У грудні 2008 року дослідники з Інституту позаземної фізики Макса Планка опублікували уточнені дані про масу гіпотетичної надмасивної чорної діри за результатами спостережень за 16 років. Вона становила 4,31±0,42 млн. M☉ 
Райнхард Генцель, керівник групи, зазначив, що це дослідження є найкращим дослідним свідченням щодо існування надмасивних чорних дір[ненейтрально].
Станом на жовтень 2009 року роздільна здатність інфрачервоних детекторів досягла 0,0003″ (що на відстані 8 кпк відповідає 2,5 а. о.) Кількість зір у межах 1 пк від центру Галактики, для яких було виміряно параметри руху, перевищила 6000.
Розраховані точні орбіти для найближчих до центру галактики 28 зір, найцікавішою серед яких була зоря S2. За час спостережень (1992—2007), вона зробила повний оберт навколо чорної діри, що дозволило з високою точністю оцінити параметри її орбіти. Період обертання S2 становить 15,8±0,11 років, велика піввісь орбіти 0,123″±0,001 (1000 а. о.), ексцентриситет — 0,880±0,003, максимальне наближення до центрального тіла — 0,015″ або 120 а. о.
Орбіта S2 виявилася близькою до кеплерівської, а точне вимірювання її параметрів дозволило з високою точністю оцінити масу центрального тіла. За оцінками 2009 року вона дорівнювала
{\displaystyle \ (4.31\pm 0.06\mid _{stat}\pm \,0.36\mid _{R_{0}})\times 10^{6}M_{\odot },}
де невизначеність 0,06 зумовлена похибкою вимірювання параметрів орбіти зорі S2, а невизначеність 0,36 — похибкою вимірювання відстані від Сонця до центру Галактики, тобто, загальна невизначеність (±0,42) в основному зумовлена неточним знанням відстані до центру Галактики.
Найточніші на той час оцінки відстані до центру галактики становили
{\displaystyle \ R_{0}=8.33\pm 0.35\,\mathrm {kpc} .}
Перерахунок маси чорної діри при уточненні відстані здійснюється за формулою
{\displaystyle \ [\,4.31(R_{0}/8.33\,\mathrm {kpc} )^{2.19}\pm 0.06\pm 8.6\Delta R/R_{0}\,]\times 10^{6}M_{\odot }.}
Гравітаційний радіус чорної діри масою 4× 106 M☉ становить приблизно 12 млн км або 0,08 а. о., тобто в 1400 разів менше, ніж відстань, на яку наближалася зоря S2. Однак серед дослідників практично немає сумнівів, що центральний об'єкт не є скупченням зір, нейтронних зір або чорних дір, оскільки сконцентровані в такому малому об'ємі вони б за короткий час неминуче злилися в єдиний надмасивний об'єкт, який не може бути нічим іншим, окрім як чорною дірою.
Нове дослідження, результати якого були опубліковані в журналі Nature у червні 2023 року, показало, що надмасивна чорна діра Sgr A* в центрі галактики Чумацький Шлях, приблизно 200 років тому, тобто в кінці XIX ст. прокинулася, споживаючи прилеглі космічні об’єкти, такі як газ і пил. Астрономи заявили, що космічна обсерваторія НАСА IXPE помітила рентгенівське відлуння цього потужного відродження активності. Активність Sgr A* тривала від декількох місяців до року, перш аніж чорна діра повернулася в сплячку.